# Inna Jurjewna Schelannaja

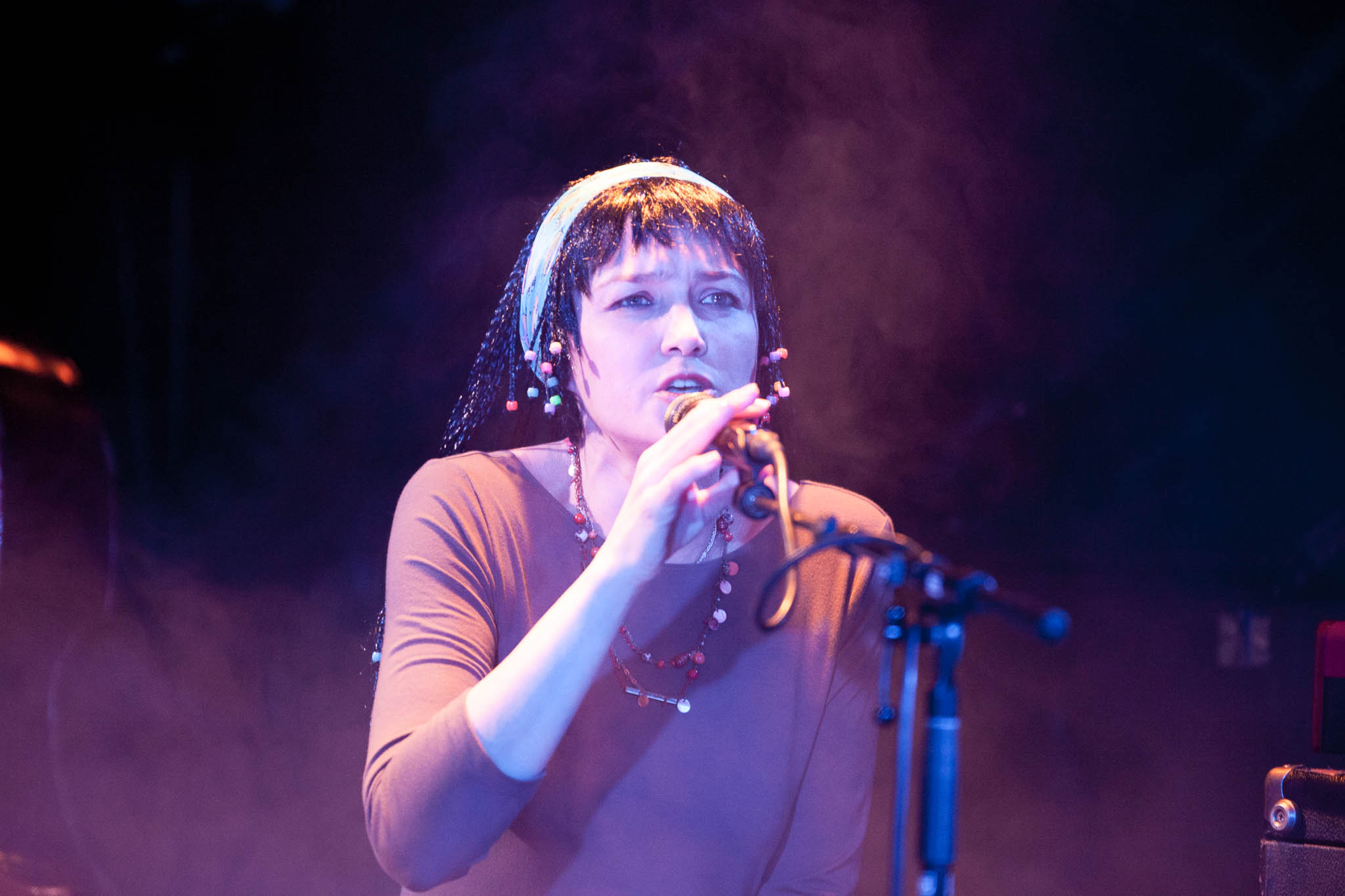
Inna Schelannaja (2014)

Inna Jurjewna Schelannaja (russisch Инна Юрьевна Желанная; * 20. Februar 1965 in Moskau) ist Gründerin und langjährige Frontfrau der Band Farlanders. Sie arbeitet im Bereich der Weltmusik. Inna Schelannaja arbeitete mit Musikern wie Mari Boine und Trey Gunn (King Crimson) zusammen. 
Die Musikalben von Inna Schelannaja wurden in Deutschland und in den USA veröffentlicht und rangierten auf den vordersten Plätzen der Weltmusik-Charts.
Zahlreiche Artikel erschienen bei Rolling Stone, Los Angeles Times, San Francisco Chronicle und Village Voice (alle USA), die sie als „staunenswerte und einmalige Stimme“ bezeichneten, sowie bei Scotsman, Herald (alle Großbritannien), Frankfurter Rundschau, Frankfurter Allgemeine Zeitung (alle Deutschland) und in vielen Musikzeitschriften der Welt.  Das Konzert der Band in Wuppertal (Deutschland) im Oktober 1999 wurde von der deutschen Musikzeitschrift Folk World in die Top Ten der besten Konzerte des Jahres 1999 aufgenommen.